# Michael Harari
Michael "Mike" Harari (en hebreo: מייק הררי‎) (Tel Aviv, 18 de febrero de 1927 – Tel Aviv, 21 de septiembre de 2014) fue un oficial del Servicio de inteligencia israelí y espía del Mossad, conocido como el «vengador de la Masacre de Múnich» y el «James Bond del sionismo», según el diario centroizquierdista israelí Haaretz.
Harari creó la unidad Kidon cuyo objetivo era la eliminación en el extranjero de los responsables de atentados contra Israel.

## Operaciones famosas de Harari
- Operación Cólera de Dios
- Asesinato de Ahmed Bouchiki
- Operación Entebbe